# Championnats du monde de duathlon 2003
Navigation
Édition précédente Édition suivante
Les Championnats du monde de duathlon 2003 présentent les résultats des championnats mondiaux de duathlon en 2003 organisés par la fédération internationale de triathlon.
Les 14e championnats se sont déroulés à Affoltern am Albis en Suisse le 31 août 2003.

## Résultats

### Élite
Distances parcourues
| Distances course (kilomètres) | Distances course (kilomètres) | Distances course (kilomètres) |
| Course à pied                 | Cyclisme                      | Course à pied                 |
| ----------------------------- | ----------------------------- | ----------------------------- |
| 10                            | 40                            | 5                             |

| Rang               | Athlète               | Pays      | Temps           |
| ------------------ | --------------------- | --------- | --------------- |
| Médaille d'or      | Benny Vansteelant     | Belgique  | 1 h 54 min 30 s |
| Médaille d'argent  | Jonathan Hall         | Australie | 1 h 55 min 04 s |
| Médaille de bronze | Alessandro Alessandri | Italie    | 1 h 55 min 20 s |

| Rang               | Athlète        | Pays        | Temps           |
| ------------------ | -------------- | ----------- | --------------- |
| Médaille d'or      | Edwige Pitel   | France      | 2 h 13 min 20 s |
| Médaille d'argent  | Audrey Cléau   | France      | 2 h 14 min 32 s |
| Médaille de bronze | Vicki Pincombe | Royaume-Uni | 2 h 15 min 11 s |

### Moins de 23 ans
Distances parcourues
| Distances course (kilomètres) | Distances course (kilomètres) | Distances course (kilomètres) |
| Course à pied                 | Cyclisme                      | Course à pied                 |
| ----------------------------- | ----------------------------- | ----------------------------- |
| 10                            | 40                            | 5                             |

| Rang               | Athlète            | Pays     | Temps           |
| ------------------ | ------------------ | -------- | --------------- |
| Médaille d'or      | Joerie Vansteelant | Belgique | 1 h 58 min 51 s |
| Médaille d'argent  | Santiago Ascenço   | Brésil   | 2 h 02 min 19 s |
| Médaille de bronze | Andy Suta          | Suisse   | 2 h 02 min 28 s |

| Rang               | Athlète         | Pays   | Temps           |
| ------------------ | --------------- | ------ | --------------- |
| Médaille d'or      | Nicola Spirig   | Suisse | 2 h 17 min 21 s |
| Médaille d'argent  | Arianna Morosin | Italie | 2 h 20 min 39 s |
| Médaille de bronze | Monika Brandt   | Suisse | 2 h 20 min 57 s |

### Junior
Distances parcourues
| Distances course (kilomètres) | Distances course (kilomètres) | Distances course (kilomètres) |
| Course à pied                 | Cyclisme                      | Course à pied                 |
| ----------------------------- | ----------------------------- | ----------------------------- |
| 5                             | 20                            | 2,5                           |

| Rang               | Athlète            | Pays     | Temps           |
| ------------------ | ------------------ | -------- | --------------- |
| Médaille d'or      | Peter Croes        | Belgique | 1 h 06 min 28 s |
| Médaille d'argent  | Charles Rusterholz | Suisse   | 1 h 08 min 19 s |
| Médaille de bronze | Fabien Gothuey     | Suisse   | 1 h 08 min 26 s |

| Rang               | Athlète           | Pays     | Temps           |
| ------------------ | ----------------- | -------- | --------------- |
| Médaille d'or      | Vanessa Fernandes | Portugal | 1 h 12 min 49 s |
| Médaille d'argent  | Gitta Arany       | Hongrie  | 1 h 17 min 38 s |
| Médaille de bronze | Sarah Bryant      | Portugal | 1 h 17 min 40 s |

## Tableau des médailles
| Rang  | Nation           | Or | Argent | Bronze | Total |
| ----- | ---------------- | -- | ------ | ------ | ----- |
| 1     | Belgique         | 3  | 0      | 0      | 3     |
| 2     | France           | 1  | 1      | 0      | 2     |
| 3     | Suisse           | 1  | 0      | 1      | 2     |
| 4     | Portugal         | 1  | 0      | 0      | 1     |
| 5     | Italie           | 0  | 1      | 2      | 3     |
| -     | Royaume-Uni      | 0  | 1      | 2      | 3     |
| 7     | Australie        | 0  | 1      | 0      | 1     |
| -     | Brésil           | 0  | 1      | 0      | 1     |
| -     | Hongrie          | 0  | 1      | 0      | 1     |
| 10    | Nouvelle-Zélande | 0  | 0      | 1      | 1     |
| Total | Total            | 6  | 6      | 6      | 18    |